# Psilocybe tuxtlensis
Psilocybe tuxtlensis es una especie de hongo de la familia Hymenogastraceae. La forma del píleo es variable: va de cónico a subumbonar. Crece sobre la madera podrida en los bosques tropicales en el estado de Veracruz, México.

## Taxonomía
Psilocybe tuxtlensis fue descrita como nueva para la ciencia por el micólogo mexicano Gastón Guzmán, y la descripción publicada en la revista científica Beihefte zur Nova Hedwigia 74: 285 en 1983.